# Joaquín de Mendizábal y Tamborrel
Joaquín de Mendizábal y Tamborrel (Puebla, 29 de marzo de 1852 - Ciudad de México, 8 de septiembre de 1926) fue un ingeniero topógrafo mexicano.

## Biografía
Cursó los estudios elementales en su ciudad natal e hizo la preparatoria en el Colegio del Estado, donde instaló una estación meteorológica. En 1874 se trasladó a Ciudad de México, donde estudio ingeniería militar en el Colegio Militar de Chapultepec. El 24 de septiembre de 1874 obtuvo el título de ingeniero topógrafo e hidromensor; posteriormente ingresó en la Escuela Nacional de Ingenieros y en 1883 recibió el de ingeniero geógrafo, siendo el primer mexicano en obtener este título.
Entre 1878 y 1883 trabajó como topógrafo en la Comisión Internacional para delimitar los límites entre México y Guatemala. Ese año, y hasta 1885, fue segundo astrónomo en el Observatorio Nacional de Tacubaya. A partir de 1887 fue socio honorario de la Sociedad Alzate, y en 1891 realizó un viaje a Europa con el fin de vigilar la impresión de su obra Tablas de logaritmos de ocho decimales, escrita en francés. Desde noviembre de 1891 fue segundo ingeniero jefe de la Comisión de Límites con Guatemala, puesto que ostentó hasta 1896; en mayo de ese año encontró varios objetos de alfarería en la zona arqueológica de Palenque, los cuales donó a la Sociedad Científica «Antonio Alzate». Sus viajes al continente europeo llegaron a ser muy frecuentes, pues a menudo representó a su país en los congresos científicos, donde se trataron temas sobre matemáticas, geodesia, física, metrología o geografía; en 1913 viajó a España para estudiar fotografía en aeroplano y globo.
Su carrera docente fue también dilatada: entre 1888 y 1891 dictó clases de cálculo infinitesimal, astronomía y geodesia en el Colegio Militar de Chapultepec, de 1906 a 1920 matemáticas en la Escuela Nacional de Agricultura; cosmografía entre 1918 y 1924 en la Escuela Regional Preparatoria, y física en la Escuela Naval de 1918 a 1924.
Perteneció a numerosas sociedades tanto europeas como americanas. En su país, presidió la Sociedad Científica «Antonio Alzate» y la Sociedad Mexicana de Geografía y Estadística, y fue miembro de la Asociación de Ingenieros y Arquitectos. El 11 de junio de 1920 fue aceptado miembro de la Royal Astronomical Society; perteneció también a la Astronomische Gesellshaft de Hamburgo, a la Société et Mathématique de Moscou, a la Société Nationale des Sciences Naturelles et Mathématiques de Cherbourg, y a las Academias de Madrid, Nueva York, Lisboa y Padua.
Fue padre de Concepción Mendizábal Mendoza, primera mujer en recibir el título de Ingeniera civil en México.

## Obra
Escribió principalmente sobre matemáticas y astronomía, y en menor medida sobre geografía y cartografía. Durante su trabajo en el Observatorio de Tacubaya publicó dos artículos sobre Júpiter y otro sobre la observación de un cometa de 1882. Probablemente su obra más conocida sea Tablas de logaritmos de ocho decimales, con 1.250 páginas en tamaño folio.